# Centro Cultural Rachel de Queiroz

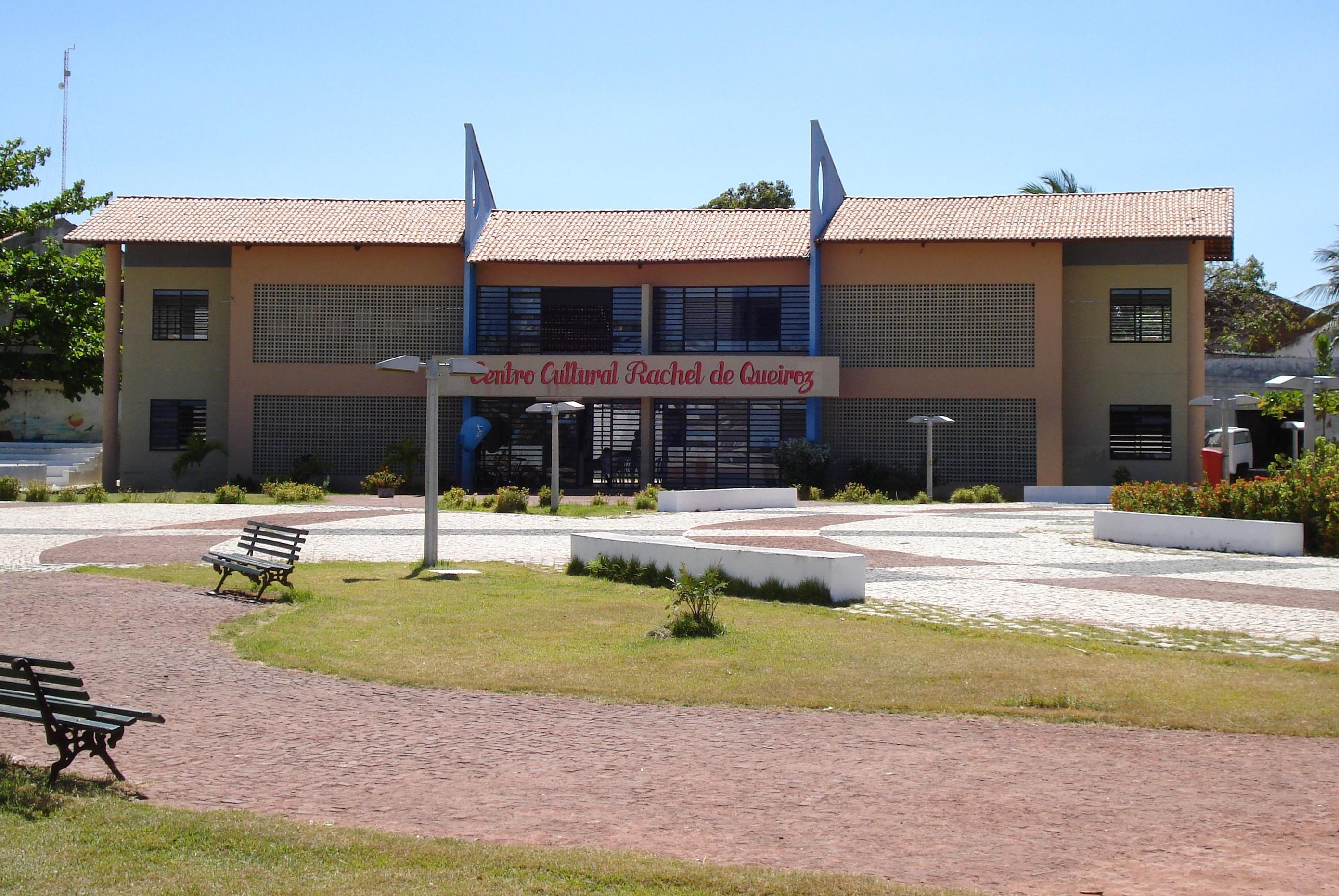
Centro Cultural Rachel de Queiroz.

O Centro Cultural Rachel de Queiroz é uma instituição pública subordinada à Prefeitura  do município de Quixadá, Ceará. Seu nome foi dado em homenagem à escritora cearense Rachel de Queiroz.
Possui dois pavimentos com um teatro e um anfiteatro. O centro cultural oferece oficinas de audiovisual, música, teatro e artes plásticas especialmente voltadas para crianças e adolescentes. É também sede do Núcleo de Arte, Educação e Cultura de Quixadá.  
Foi construído com recursos do governo do estado e da prefeitura na praça do Chalé da Pedra, um dos pontos turísticos do município. Sua inauguração foi em 18 de janeiro de 2003.